# リッチモンド・バージニアンズ (1884年)
ここでは、1884年にアメリカ合衆国バージニア州リッチモンドを本拠地とし、アメリカン・アソシエーションに加盟していたリッチモンド・バージニアンズ（Richmond Virginians）について記述する。

## 球団史
1884年シーズン途中に解散したワシントン・ナショナルズをリッチモンドが受け入れる形で、アメリカン・アソシエーションに参加した。最初の試合はナショナルズとして最後の試合をした3日後の1884年8月5日だった。主力投手はピート・ミーガンとエド・デュガンの2人。ただ移転のごたごたが残っていたか戦力は整備されておらず、バージニアンズとしては12勝30敗で同年シーズンを終了。この年限りでメジャーリーグを脱退した。
以後球団はメジャーリーグに参加せず、1885年と1886年はバージニアリーグに加盟して活動していた。球団が解散したのは1892年のシーズン終了後のことだった。

## 戦績
| 年度   | リーグ | 試合 | 勝利 | 敗戦 | 勝率 | 順位 | 監督                   | 本拠地        |
| ------ | ------ | ---- | ---- | ---- | ---- | ---- | ---------------------- | ------------- |
| 1884年 | AA     | 42   | 12   | 30   | .286 | 10位 | フェリックス・モーゼス | Allen Pasture |

## 所属した主な選手
- ビリー・ナッシュ：リッチモンドでデビュー、1898年まで活躍。
- ピート・ミーガン：投手。2年間活躍。通算14勝20敗。

## 主な球団記録
- チーム最多安打：43（エド・グレン）
- チーム最多塁打：62（ディック・ジョンソン）
- チーム最多勝利：7（ピート・ミーガン）